# 花嫁色的選擇
《花嫁色的選擇》（ヨメイロちょいす）是tenkla的日本漫畫作品，臺灣中文版由東立出版社代理發行。本作於秋田書店旗下《Champion RED Ichigo》vol.4（2007年10月5日發售）連載自vol.9（2008年8月5日發售）後，於《Champion RED》2008年12月號連載自2011年10月號。
雖然在少年漫畫雜誌連載，作品中卻有未滿15歲少女用手指扳開性器官等場面（但性器官會用狀聲詞或是泡沫等方式遮住），太過情色的表現手法讓作品成為話題，是第一個從《Champion RED Ichigo》移回《Champion RED》連載的作品。於《Champion RED Ichigo》連載時，劇情比較偏向戀愛喜劇；移至《Champion RED》連載後轉為搞笑路線，戀愛喜劇的劇情很少出現。
長崎縣於2010年至2012年間，依據《長崎縣少年保護育成條例》把單行本第1集至第6集指定為有害圖書。

## 話數說明
本作移至《Champion red》後，連載時的話數從1開始編號，但在單行本中的編號是接續《Champion red ichigo》時代的編號，所以《Champion red》的第1話在單行本中是第7話，後面以此類推。
然而本作於2010年2月號因為作業疏失，和前一月號的連載同為第14話，一直到同一年的8月號都還沒發現，所以這一段期間有「雜誌上錯誤的話數（第14話至第20話）」、「雜誌上正確的話數（第15話至第21話）」和「單行本的話數（第21話至第27話）」3種版本。
以下若未特別說明，以單行本的話數為主。

## 故事簡介
櫻我咲久不太會和女孩子說話，而不斷拒絕向他告白的女生。咲久的青梅竹馬花凜因為受不了他的行動，經常主動幫忙他，但他卻認為是花凜害他變成這樣。某日，在咲久的表姊紅蘭搬到他的公寓居住的同時，自稱黃色的少女突然從未來時空跳躍到3人面前。
黃色表示自己是花凜和咲久的女兒，因為咲久的未來並不穩定，要是她和花凜以外的女性結婚，那自己的存在就會消失，並強迫花凜和咲久馬上生小孩。就在這時，自稱是紅蘭和咲久女兒的火色也突然出現，後來還加上自稱是委員長芽吹和咲久女兒的萌蔥，展開了3組母女間的咲久爭奪戰。

## 登場人物
聲優為2010年9月附錄廣播劇的版本。
櫻我 咲久（聲優：真田麻美）
本作主角，第1話時年齡是15歲，自己一個人住在公寓裡。突然出現的3個女兒不斷強迫他和自己的母親生小孩，但因為咲久不太會和女生相處，除了引起稍動外企圖並沒有成功。
容易被別人牽著走，只要被捲入騷動中，就會像被洗腦一樣樂在其中。
個性溫柔，會替別人著想，但活的很墮落，把所有家事都丟給別人（特別是紅蘭），也常亂說話（特別是對花凜）。
花凜（聲優：喜多村英梨）
咲久的青梅竹馬，15歲少女。和咲久同學年，不同班。常找機會幫忙咲久，對咲久不斷拒絕告白也很擔心。對突然出現的女兒黃色和她要求生小孩的行動感到困惑的同時，黃色已經攏絡了母親美凜，而被母親強迫搬到咲久隔壁，現在黃色一起住在公寓中。
喜歡咲久，卻因為個性不坦率而無法表現出來，一直落於和咲久同居的紅蘭之後。就算兩人距離縮短了，卻常因為咲久的不當發言，導致她氣的使用暴力，讓她的感情一直無法傳達。
生活和咲久一樣墮落，也不會作飯，是3名候補中新娘資質最低的。
安產體型，身體曲線不錯，胸部也很漂亮，是作品中最常擺出張開雙腿姿勢的角色，再剛移到《Champion red》連載時，在卷頭彩頁擺出用手指撐開女性器的動作，而這個場面在單行本被改掉了。
綺夢（聲優：岡嶋妙）
自稱是咲久和花凜的女兒，叫咲久「爹地」，花凜「媽咪」。從未來世界穿越時空來到現代，為了防止自己消滅，不斷強迫咲久和花凜生小孩。因為對結果太執著，常用未來世界的道具引發騷動後企圖失敗。穿著黃色套裝，戴黃色帽子，喜歡吃咖哩。在《Champion red ichigo》連載時期，雖然外表是小孩子，但還是有露出乳頭與雙腳張開露出性器官的畫面，但移到《Champion red》連載後這類型場面減少很多。最近因為胸部開始發育，碰到會覺得很痛。
美凜
花凜的母親，在新娘修行時充當反派，除了考驗花凜外，還親手勾引咲久。和花凜不同，胸部相當豐滿，咲久一開始還試圖抵抗巨乳的誘惑，最後還是抵擋不了誘惑將臉埋進胸部中。黃色的性格比較像是美凜的隔代遺傳。
紅蘭（聲優：清水香里）
咲久的表姐，個性內向，卻很積極的接近咲久，從女兒來到現代之前就打算成為他的太太。為了和咲久就讀同學校而搬家，並趁機拉壟咲久雙親而直接寄住到咲久家。記得小時候咲久近似告白的發言，是3名新娘候補中最想和咲久結婚的少女，但咲久不記得自己曾向紅蘭告白。紅蘭、咲久與女兒火色的同居生活實質上很接近婚後的生活。
擅長各種家事與料理，開始同居後負責照顧咲久的生活起居，害的生活變的越來越墮落。
胸部尺寸是3名新娘候補中最大的。小時候除了被告白以外，還有和咲久玩醫生遊戲而被他脫掉內褲。雖然自己會害羞，但還是經常用色情手段勾引咲久。
希夢（聲優：今井麻美）
自稱是咲久和紅蘭的女兒，稱呼咲久「父親的人」、紅蘭「母親的人」、黃色「黃色的人」、萌蔥「綠色的人」。3個女兒中年紀最小，對他人介紹黃色時稱她為姐姐。
和黃色一樣為了防止自己被消滅而要求咲久和紅蘭生小和，但和結果至上的黃色不同，以加深兩人牽絆作為目標，主要方針是增加兩人的親密接觸機會。很少說話，喜怒不形於色，但也有照顧小貓等溫柔的一面。衣服設計是參考貓耳和貓尾巴設計而成。
胸部很小，被黃色戲稱無乳，不過長大後胸部不下於母親。
因為年紀比黃色更小，很少有裸露畫面，但被脫衣服時會露出害羞的表情。
梢 芽吹（聲優：清水愛）
咲久的同學，班級委員長，因為身材矮小而被戲稱為委員小，對此非常在意，常強迫自己多吃一點。品行端正，討厭不純潔的異性交遊，個性很害羞，在裸體或是妄想讓她害羞過頭後會陷入失控狀態而性格大變，反而會主動勾引咲久，理性回復後會噴鼻血昏倒。3個新娘候補中，唯一有出現全名的角色。再花凜指正前，以為黃色和火色都是紅蘭的小孩。
身材是幼兒體型，裸體時更像是小女生，穿小熊圖案的內褲。作品中曾萌蔥曾在她擺出開腳姿勢時用赤貝遮住性器官，看起來就像是沒有打馬賽克的狀態。
出場機會很少，被女兒之出來時會很沮喪。
茉姬（聲優：近村望實）
自稱是芽吹和咲久的女兒，稱咲久「爸爸」、芽吹「媽媽」。來到現代的目的和黃色和火色一樣都是要防止自己消失，企圖讓芽吹和咲久說小孩，為了勝利不擇手段，甚至還自己裸體勾引咲久。言行粗魯隨便，所以常被芽吹處罰。
年齡是3個女兒中最大的，和咲久等人差不多，所以作品中毫無顧忌的露出乳頭和性器官，裸露場面比黃色和火色多很多，因為個性激進，曾用各種行動勾引咲久，包含用胸部和性器官緊貼咲久、用未來道具讓自己分泌母乳、用胸部夾住、讓乳頭挺起來和露出性器官打算讓咲久和她性交。
和母親一樣出場機會很少，被定型受到排擠的角色。
榭璐璃‧櫻我‧克羅伊傑倫
在3名女兒登場一段時間後才出現的第4名女兒。稱呼咲久「父親大人」、母親「母親大人」，火色則用「藍色的人」稱呼她。年紀從外表看起來和黃色相近。
名家「克羅伊傑倫」後代，但家族因為母親和咲久結婚而沒落，因此明知道自己會消失，還是來到現代打算把咲久去勢。再萌蔥向她說明前都不知道男女之間如何生小孩。
後來改變想法，和其他女兒一樣希望咲久生下自己，但因為沒有住在附近，登場機會很少，幾乎沒有參加咲久爭奪戰。
蘿絲瑪莉‧克羅伊傑倫
榭璐璃的母親，德國名門退魔師，豐滿體型的成年女性，偽裝成咲久就讀學校的保健室老師登場。原本的設定是千金小姐女高中生，不過和セルリァ一起被打回票的角色，不過後來因為責任編輯表示「如果改成年紀大的最終頭目角色的話，那麼登場也沒關係」，作者變大幅改變設定後讓她登場。
葛雷遜
榭璐璃的同伴，羊型機器人。
茂部
咲久的女同學，時常出現的路人角色。原本個性純真，但因為每次咲久都被卷入色情事件中而逐漸形像崩壞。對遭遇色情事件並不抵抗，被用手指灌腸時露出恍惚神情，被咲久騙說是試鏡時，把內褲露給咲久看，還被咲久脫到只剩下內衣。
座古 的人
咲久的同班同學，雖然名字日文讀起來和雜魚一樣，但是作品中除了咲久外唯一有名字的男性角色，是個普通的男高中生。
級任老師
英語教師，眼睛很細。

## 出版書籍
| 冊數 | 秋田書店       | 秋田書店               | 東立出版社     | 東立出版社             |
| 冊數 | 發售日期       | ISBN                   | 發售日期       | ISBN                   |
| ---- | -------------- | ---------------------- | -------------- | ---------------------- |
| 1    | 2008年10月20日 | ISBN 978-4-253-23401-6 | 2009年12月2日  | ISBN 978-986-10-4807-9 |
| 2    | 2009年6月19日  | ISBN 978-4-253-23402-3 | 2010年4月22日  | ISBN 978-986-10-4808-6 |
| 3    | 2010年1月20日  | ISBN 978-4-253-23403-0 | 2010年6月7日   | ISBN 978-986-10-5207-6 |
| 4    | 2010年8月20日  | ISBN 978-4-253-23404-7 | 2010年11月23日 | ISBN 978-986-10-6203-7 |
| 5    | 2011年4月20日  | ISBN 978-4-253-23405-4 | 2012年5月4日   | ISBN 978-986-10-7839-7 |
| 6    | 2011年10月20日 | ISBN 978-4-253-23406-1 | 2012年8月2日   | ISBN 978-986-10-9059-7 |